# Ixora emirnensis
Ixora emirnensis är en måreväxtart som beskrevs av John Gilbert Baker. Ixora emirnensis ingår i släktet Ixora och familjen måreväxter. Inga underarter finns listade i Catalogue of Life.